# Волков (лунный кратер)
Кратер Волков (лат. Volkov), не путать с кратером Волкова на Венере, — древний крупный ударный кратер в южном полушарии обратной стороны Луны. Название присвоено в честь советского космонавта Владислава Николаевича Волкова (1935—1971) и утверждено Международным астрономическим союзом в 1973 г. Образование кратера относится к нектарскому периоду.

## Описание кратера
Ближайшими соседями кратера являются кратер Добровольский на западе, кратер Перепёлкин на севере-северо-западе, кратер Лейн на севере, кратер Тен Бруггенкате на северо-востоке, кратер Шовене на востоке-северо-востоке и кратер Ландер на юге. Селенографические координаты центра кратера 13°37′ ю. ш. 131°40′ в. д. / 13,62° ю. ш. 131,67° в. д., диаметр 40,8 км, глубина 2,2 км.
Кратер умеренно разрушен. К юго-восточной части кратера примыкает сателлитный кратер Волков J, объединяя оба кратера в подобие восьмерки. Северо-восточная часть вала перекрыта небольшим кратером. Внутренний склон вала не имеет приметных структур. Средняя высота вала кратера над окружающей местностью 1030 м, объем кратера составляет приблизительно 1200 км³. Дно чаши кратера пересеченное, покрытое породами выброшенными при образовании расположенного на юге кратера Циолковский.
Кратер Волков и сателлитный кратер Волков A включены в список кратеров с яркой системой лучей Ассоциации лунной и планетарной астрономии (ALPO).

## Сателлитные кратеры

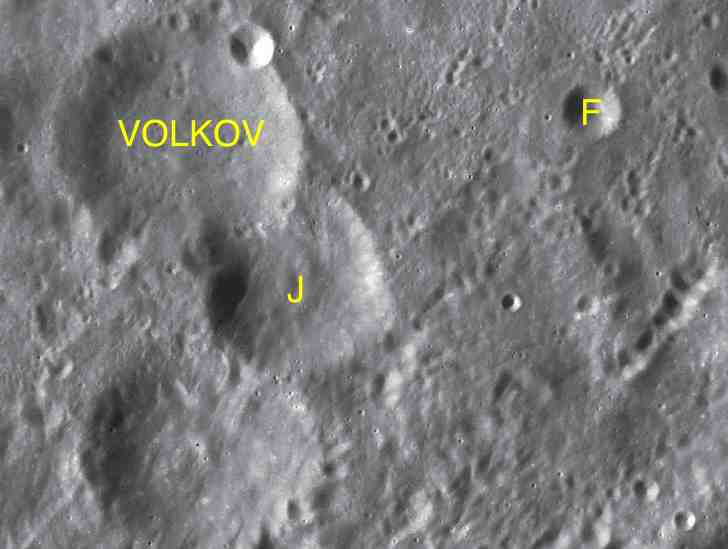
Фрагмент карты LAC-84.

| Волков | Координаты                                              | Диаметр, км |
| ------ | ------------------------------------------------------- | ----------- |
| F      | 13°28′ ю. ш. 134°02′ в. д. / 13,47° ю. ш. 134,03° в. д. | 9,9         |
| J      | 14°26′ ю. ш. 132°20′ з. д. / 14,43° ю. ш. 132,34° з. д. | 30,5        |